# Червінське
Червінське (пол. Czerwińskie) — село в Польщі, у гміні Бараново Остроленцького повіту Мазовецького воєводства.
Населення — 216 осіб (2011).
У 1975—1998 роках село належало до Остроленцького воєводства.

## Демографія
Демографічна структура станом на 31 березня 2011 року:
|          | Загалом | Допрацездатний вік | Працездатний вік | Постпрацездатний вік |
| -------- | ------- | ------------------ | ---------------- | -------------------- |
| Чоловіки | 122     | 31                 | 74               | 17                   |
| Жінки    | 94      | 18                 | 51               | 25                   |
| Разом    | 216     | 49                 | 125              | 42                   |